# Романишин, Владимир Станиславович
Владимир Станиславович Романишин (род. 27 августа 1959, Украинская ССР) — советский гребец. Заслуженный мастер спорта СССР (1985).
Неоднократный чемпион СССР. Входил в состав сборной СССР по академической гребле. Тренировался под руководством А. Воронкова.
Чемпион мира 1985 года в Бельгии, где соревновался в четвёрке с рулевым в экипаже вместе такими гребцами как Зотов, Кучинскас, Высотский и Сасов. Становился также серебряным призёром 1987 года (Дания) и бронзовым призёром 1990 года (Австралия).
Победитель игр Дружба-84 и игр доброй воли 1986 года.
Участник двух Олимпийских игр 1988 года в Сеуле и 1992 года в Барселоне. На играх в Барселоне занял в составе Объединённой команды шестое место.
После завершения спортивной карьеры начал предпринимательскую деятельностью. Организовал компанию «Новые гребные технологии», занимающейся реализацией товаров для водных видов спорта. В 1997 году стал заместителем председателя Белорусской федерацией гребли. В 2005 году стал членом совета Белорусской федерацией гребли.
С 2002 года — руководитель международного общественного объединения «Гребной клуб» (Минск).